# Mortify
Mortify – polski zespół muzyczny wykonujący gatunek death metal. Powstały w Słupsku w 1991 roku, obecnie nieistniejący. Początkowo grupa działała jako trio w składzie: Marcin „Ryju” Rojewski (gitara/vocal), Michał Dymkowski (gitara) oraz grający również w zespole Betrayer Wojciech „Molly” Moliński (perkusja). Problem braku gitarzysty basowego rozwiązano w 1992 roku, gdy do zespołu dołączył Rafał „Uli” Frydrych (Decay), zajmując miejsce za zestawem perkusyjnym. „Molly” natomiast staje się basistą i wokalistą jednocześnie. W 1993 roku grupa nagrywa swoją pierwszą oficjalną kasetę demo pt. „The Calm Beyond”. Rok później Mortify opuszcza Michał Dymkowski, w jego miejsce do zespołu dołącza Oskar „Oscar” Tydorf. Wiosną 1995 roku grupa wchodzi do gdyńskiego Modern Sound Studio, aby nagrać materiał na LP. W tym samym roku za sprawą wydawnictwa Morbid Noizz ukazuje on na rynku się w formie MC pod nazwą „Abyssal”. Ostatnie koncerty Mortify  mają miejsce w 1996 roku, po nich zespół kończy działalność.

## Dyskografia
Opracowano na podstawie materiału źródłowego.
- The Calm Beyond – (demo, 1993, wydanie własne),
- Abyssal – (LP, 1995, Morbid Noizz Productions, MC).